# Neopolyptychus springerae
Neopolyptychus springerae är en fjärilsart som beskrevs av Clark 1936. Neopolyptychus springerae ingår i släktet Neopolyptychus och familjen svärmare. Inga underarter finns listade i Catalogue of Life.